# 会同站
会同站，位于中华人民共和国湖南省怀化市会同县林城镇，是焦柳铁路上的火车站，建于1978年，由广州铁路集团管辖。

## 車站周邊
- 会同富丽华都大酒店
- 会同济世医院
- 会同晨龙168酒店
- 会同县环境卫生管理局
- 会同县农业机械化管理局
- 会同县人民政府
- 会同一中
- 会同汽车站

## 歷史
- 建于1978年。

## 外部連結
- 中国铁路客户服务中心 （页面存档备份，存于）